# Air Outre Mer
Air Outre Mer était une ancienne compagnie aérienne française qui a fusionné avec la compagnie Minerve (compagnie aérienne) en septembre 1990 pour devenir en 1991 AOM French Airlines.

## Histoire
Créée en 1990 par le Réunionnais René Micaud, ancien professeur, et Alain Atlani, c'est la première compagnie à exploiter un vol direct entre Paris-Orly et l'île de La Réunion, chose rendue possible grâce à l'agrandissement de la piste de l'aéroport de Gillot.
Pour effectuer ces liaisons, il loue deux à trois DC-10 à la compagnie aérienne SAS.
En octobre 1991, la compagnie va fusionner avec Minerve.
Le nom choisi pour la nouvelle compagnie était au départ Air Must, nom qui ne sera pas utilisé car le propriétaire de la marque, Cartier, a refusé son utilisation. C'est finalement le nom AOM French Airlines qui sera retenu, son nom administratif étant AOM-Minerve S.A.
Dirigée par un grand professionnel du transport aérien, Marc Rochet, AOM dispose durant son existence d'un réseau long-courrier desservant principalement les DOM-TOM, et aussi de vols intérieurs français ouverts au grâce à la déréglementation de 1991.

## Destinations desservies
AOM a desservi depuis sa base d'Orly les destinations suivantes :
- En outre-mer français :
  - Fort-de-France (aéroport de Fort-de-France Le Lamentin)
  - Pointe-à-Pitre (aéroport de Pointe-à-Pitre Le Raizet)
  - Saint-Denis (aéroport de Saint-Denis Gillot)
- À l'international :
  - Miami (Aéroport international de Miami)
  - Colombo (Aéroport international Bandaranaike)

### Galerie

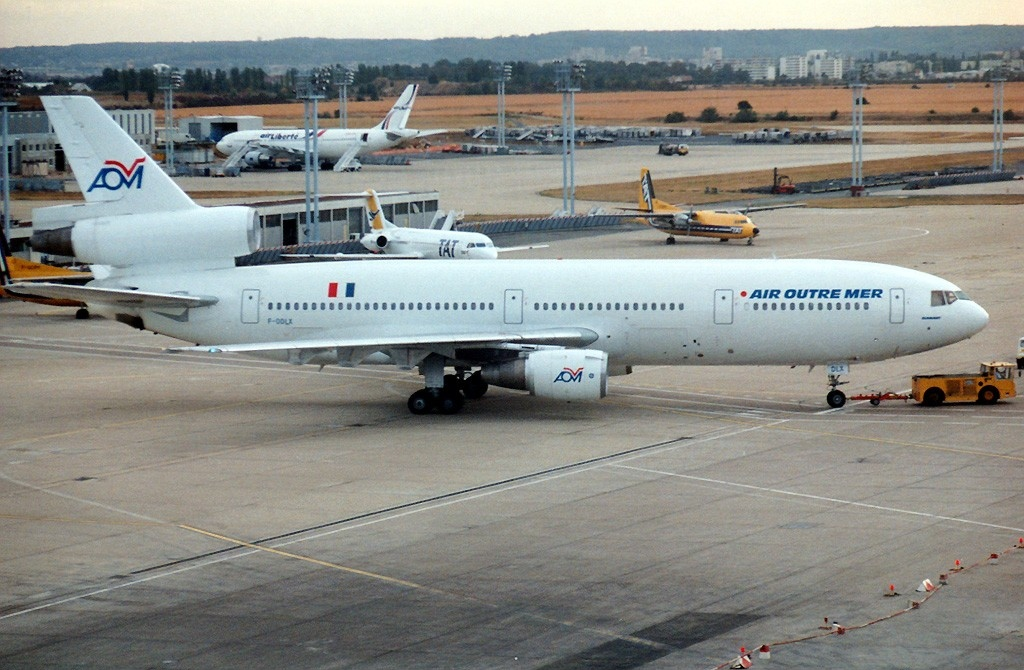
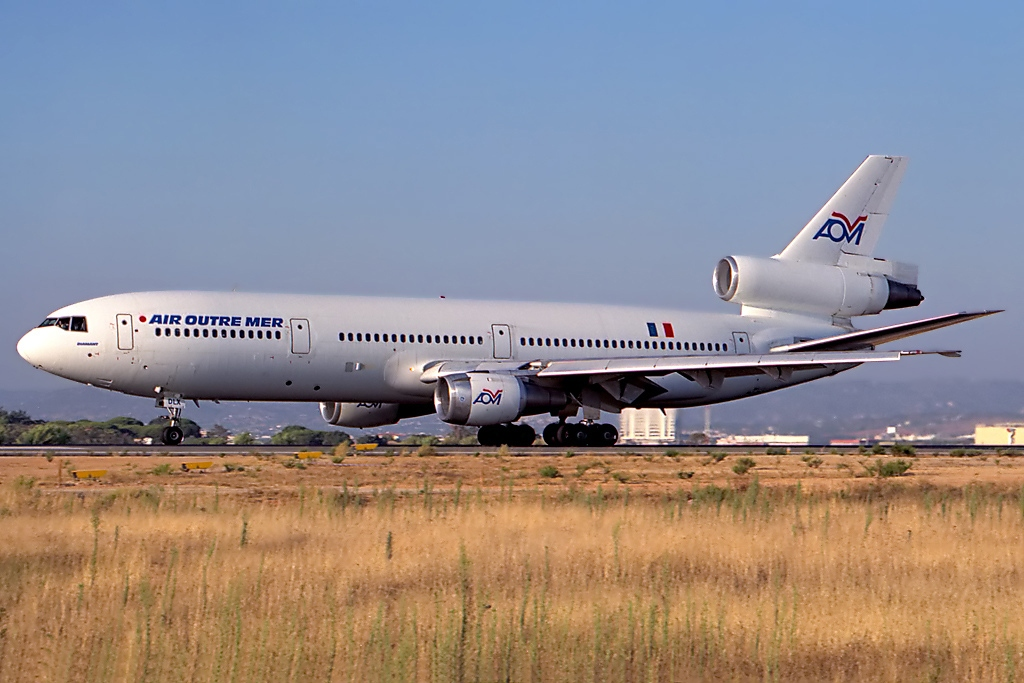
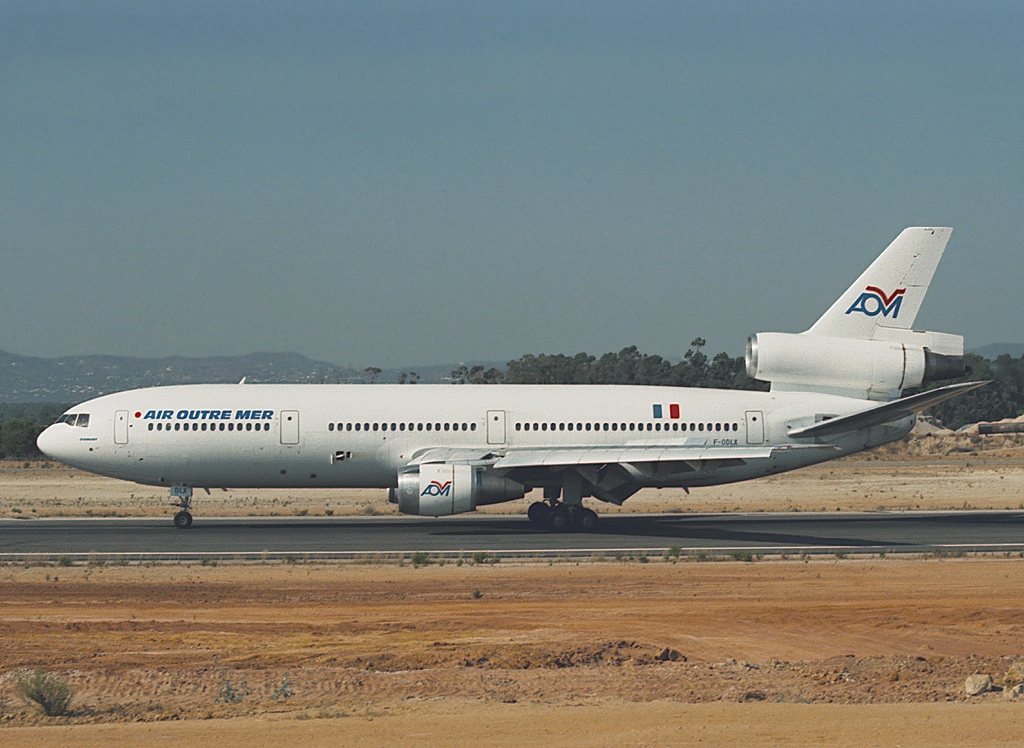
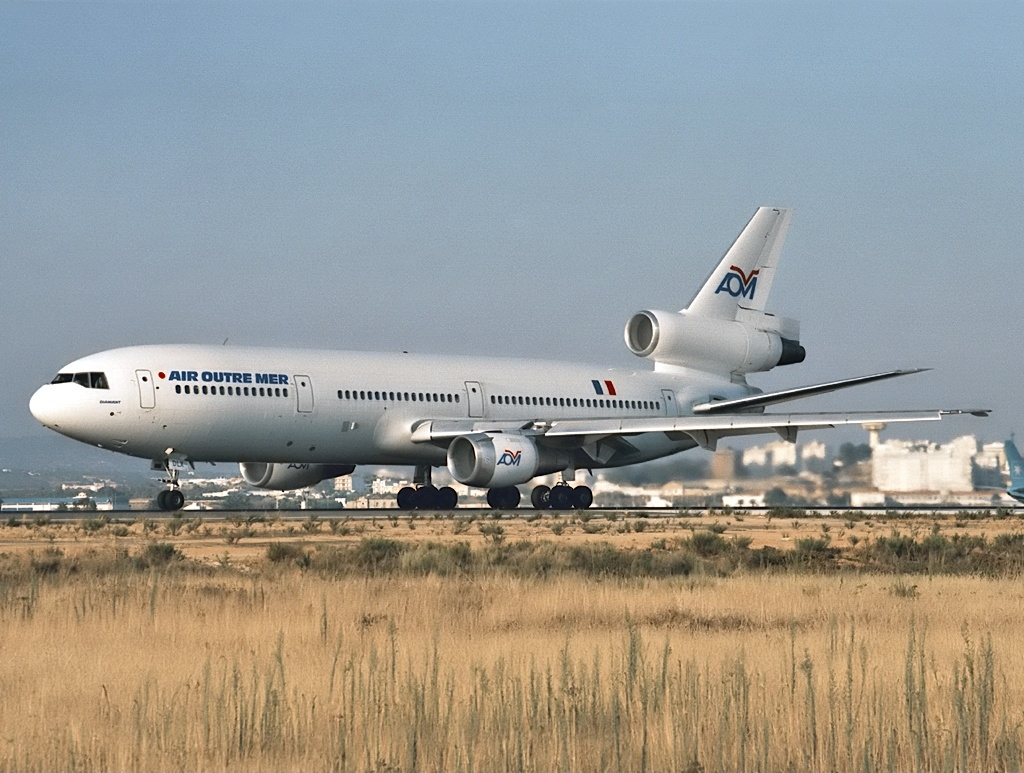